# Sunila
Pour les articles homonymes, voir Sunila.
Sunila (en finnois : Sunila) est un quartier à Kotka en Finlande.

## Histoire
Sunila est connu pour l'usine de la société Sunila et sa zone résidentielle de Sunila conçues par Alvar Aalto.
Jusqu'en 1950, Sunila fait partie de la commune de Kymi et de 1951–1976 à Karhula.
En 1937, on construit la Voie ferrée Karhula–Sunila (fi) entre la Gare de Kymi (fi) et Halla.
L'usine de Sunila Oy conçue par Alvar Aalto commence à produire en 1938.
Elle est construite sur l'île de Pyötinen que l'on a rattachée au continent.
On construit une grande zone résidentielle autour de l'usine en grande partie composé d'immeubles de 2 à 4 étages et de quelques maisons en rangée et la maison du directeur de l'usine.